# Bari (provincie)
Bari is een voormalige provincie van de Italiaanse regio Apulië. Als gevolg van de Wet 142/1990 op de hervorming van de lokale overheidsorganen, in werking getreden op 1 januari 2015 is de provincie vervangen door de metropolitane stad Bari. De stad Bari was de hoofdstad, met als zetel het Provinciepaleis. De officiële afkorting is BA.
De provincie Bari heeft een oppervlakte van 5138 km² en ongeveer 1.565.000 inwoners. Sinds 2009 vormt een gedeelte van de provincie Bari met een aantal gemeentes van de provincie Foggia de nieuwe provincie Barletta-Andria-Trani. Naast deze drie plaatsen en de hoofdstad Bari zijn Monopoli, Altamura, Bitonto en Molfetta plaatsen van enig belang.